# Pheidochloa gracilis
Pheidochloa gracilis là một loài thực vật có hoa trong họ Hòa thảo. Loài này được S.T.Blake miêu tả khoa học đầu tiên năm 1945.